# ميلتون مكدونالد
ميلتون مكدونالد هو سياسي كندي، ولد في 21 نوفمبر 1848، وتوفي في 18 يوليو 1916 في مونتريال في كندا. حزبياً، نشط في Conservative Party of Quebec (historical) ‏. وقد انتخب كعضو في الحزب الوطني في كيبيك.